# 渴望城市
《渴望城市》是一部中国大陆的电视剧，导演是曹慧生，由齐丽格尔等人出演，该电视剧由多个单元并且不相关的故事组成，这些故事基本以农民工到城市打工之中发生的事情，以及之后因为一些原因而发生了命案的故事，该系列共有两部。

## 剧情
该作由十二个不相关的故事组成，每个故事都以到大城市打工的，渴望送入大城市的农民工为主角，讲述他身边发生的故事，以及其遭遇的状况和生活的压力，并且每个故事的结尾都以命案为结束。
同时，该电视剧也侧面的来警醒观众们面对问题该用什么方式去解决。

## 演员表
- 齐丽格尔
- 祝宏波
- 王二辰
- 赵少康
- 小刘佳
- 周晓明
- 杨志毅
- 赵丽娟
- 陈如珍
- 于婷
- 孙维民
- 苗萍
- 吴琼
- 马越
- 王子瑜
- 田新年
- 赵志君
- 吴霄云
- 王鹏
- 马鑫
- 宛美佳
- 王雪涛
- 沈力子
- 纪永伦
- 裴兴雷
- 葛欣
- 李玉强
- 陈健飞
- 池战友
- 王敬轩
- 王文华
- 吕慧欣
- 姜茂辉
- 张娅君
- 单瑛
- 刘伟
- 李长缨
- 时景燕
- 金喜庆
- 冯建国
- 宋波
- 吴四
- 霍丽娟
- 李旭
- 刘文博
- 张宪涛
- 谭卓
- 朵杨
- 郭涛
- 张宁
- 柴进